# Súlyvonal

A háromszög súlyvonalai és súlypontja.

A geometriában a súlyvonal a háromszög csúcspontját a szemközti oldal felezőpontjával összekötő egyenes, illetve ennek az egyenesnek a háromszög belsejébe eső szakasza. A háromszöget két egyenlő területű részre osztja. A három súlyvonal a háromszög súlypontjában metszi egymást, és a súlypont 1:2 arányban osztja a súlyvonalat.
Az összes többi, a háromszög területét megfelező vonal nem megy át a súlyponton.
A gömbháromszögtanban a gömbháromszög csúcsát és oldalfelező pontját összekötő „egyenes” és a fizikai értelemben vett súlyvonal, a csúcson átmenő és a területet megfelező „egyenes”, különbözhet, azonban ekkor is igaz, hogy az utóbbi értelemben vett súlyvonalak egy pontban metszik egymást (ez azonban általában nem harmadolópontja a súlyvonalaknak).

## Területfelező tulajdonság
A háromszög területe megkapható a háromszög egy oldalát a hozzá tartozó magassággal szorozva és ezt a szorzatot megfelezve. A súlyvonal megfelezi a háromszög egyik oldalát, és ezzel két háromszög keletkezik, amiknek egyik magassága megegyezik az eredeti háromszög magasságával, és az ehhez a magassághoz tartozó oldaluk fele az eredeti háromszög oldalának. Így a területük is fele lesz az eredeti háromszög területének.

## Tétel a súlypont létezéséről és a súlyvonalak osztási arányáról
Tétel: A háromszög súlyvonalai egy pontban, a súlypontban metszik egymást, és ez a pont a súlyvonalakat 2:1 arányban osztja.
Bizonyítás: Vegyük az ABC háromszöget, és tekintsük az c oldallal párhuzamos középvonalat! Jelölje ennek végpontjait F1 és F2. Ekkor az F1F2C háromszög hasonló lesz az ABC háromszöghöz, és a hasonlóság aránya 1:2.
Az AF2 és a BF1 súlyvonalak metszéspontja S. Az ABS és az F1F2S háromszögek hasonlók, mert szögeik egyenlőek. Mivel az F1F2 középvonal párhuzamos a c oldallal, és hossza annak hosszának fele, ez a hasonlóság szintén 1:2 arányú. Tehát S harmadolja a súlyvonalakat, és a hosszabb rész a csúcs felé esik.
Mivel ez bármely két súlyvonal esetén analóg módon felírható, azért az összes súlyvonal egy pontban metszi egymást. Ez a pont a súlypont.

## A háromszögön belül eső szakaszának hosszának kiszámítása a háromszög oldalaiból
Legyen a háromszög oldalainak hossza a, b és c (úgy, hogy {\displaystyle b\leq c}), az a-hoz tartozó súlyvonal pedig s. Tudjuk, hogy a fenti jelölésekkel az a oldalhoz tartozó magasság talppontja, és az a oldal felező pontjának távolsága {\displaystyle {\frac {c^{2}-b^{2}}{2a}}}, az a-hoz tartozó magasság pedig {\displaystyle {\sqrt {b^{2}-{({\frac {a^{2}-c^{2}+b^{2}}{2a}})}^{2}}}}. A Pitagorasz-tétel alapján ebből következik, hogy {\displaystyle s={\sqrt {\frac {2b^{2}+2c^{2}-a^{2}}{4}}}}.
A súlyvonalak háromszögbe eső szakaszainak hosszára:
{\displaystyle {\tfrac {3}{4}}k<} súlyvonalak összege {\displaystyle <k},
ahol k az adott háromszög kerülete.
Az a, b, c oldalú háromszögben, ahol a súlyvonalak rendre {\displaystyle s_{a},s_{b},s_{c}},
{\displaystyle {\tfrac {3}{4}}(a^{2}+b^{2}+c^{2})=s_{a}^{2}+s_{b}^{2}+s_{c}^{2}.}

## Külső hivatkozások
- Medians and Area Bisectors of a Triangle
- The Medians at cut-the-knot
- Area of Median Triangle at cut-the-knot